# 시모지역
시모지역(일본어: 下地駅)은 일본 아이치현 도요하시시에 위치한 도카이 여객철도 이다선의 철도역이다. 단선 승강장 구조로만 되어 있는 2면 2선의 승강장을 갖춘 지상역이다.

## 이용 현황
| 연도     | 하루 평균 | 연도     | 하루 평균 |
| 1950년도 | 305       | 1976년도 | 555       |
| 1951년도 | 335       | 1977년도 | 545       |
| 1952년도 | 283       | 1978년도 | 505       |
| 1953년도 | 259       | 1979년도 | 460       |
| 1954년도 | 252       | 1980년도 | 438       |
| 1955년도 | 265       | 1981년도 | 458       |
| 1956년도 | 266       | 1982년도 | 419       |
| 1957년도 | 291       | 1983년도 | 396       |
| 1958년도 | 271       | 1984년도 | 372       |
| 1959년도 | 265       | 1985년도 | 315       |
| 1960년도 | 288       | 1986년도 | 231       |
| 1961년도 | 292       | 1987년도 | 259       |
| 1962년도 | 328       | 1988년도 | 289       |
| 1963년도 | 332       | 1989년도 | 297       |
| 1964년도 | 344       | 1990년도 | 313       |
| 1965년도 | 370       | 1991년도 | 290       |
| 1966년도 | 373       | 1992년도 | 272       |
| 1967년도 | 565       | 1993년도 | 253       |
| 1968년도 | 641       | 1994년도 | 245       |
| 1969년도 | 669       | 1995년도 | 243       |
| 1970년도 | 718       | 1996년도 | 251       |
| 1971년도 | 718       | 1997년도 | 259       |
| 1972년도 | 638       | 1998년도 | 258       |
| 1973년도 | 625       | 1999년도 | 262       |
| 1974년도 | 679       | 2011년도 | 185       |
| 1975년도 | 658       | 2012년도 | 168       |
| -------- | --------- | -------- | --------- |

## 역 주변
- 도요가와 강
- 국도 제1호선

## 역사
- 1925년 12월 23일 : 도요카와 철도의 시모지 정류장으로서 개업. 여객영업만을 행하는 여객역이었다.
- 1943년 8월 1일 : 국유화, 국철 이다선의 시모지역으로 한다.
  - 국유화 당초는, 이다선의 각 역, 도카이도 본선 하마마쓰 · 나고야 및 주오 본선 가미스와 · 시오지리 간의 각 역과 시노노이 선 마쓰모토역을 발착하는 여객만 이용되었다.
- 1947년 10월 21일 : 여객의 제한을 철폐.
- 1969년 4월 1일 : 업무위탁역으로 한다.
- 1974년 8월 21일 : 현재의 역사로 개축, 하행선이 이설되어 변측 설치의 승강장으로 된다.
- 1985년 4월 1일 : 업무위탁종료, 무인화.
- 1987년 4월 1일 : 일본국유철도 분할 민영화에 의해 도카이 여객철도가 승계.
- 1991년 3월 16일 : 다이어 개정. 이후, 정차 열차는 도요하시 - 도요카와 간의 구간운전 열차가 중심으로.
- 2010년 3월 13일 : TOICA의 이용이 가능하다.

## 인접 역
| 도카이 여객철도 이다선 | 도카이 여객철도 이다선 | 도카이 여객철도 이다선 |
| ---------------------- | ---------------------- | ---------------------- |
| 후나마치 도요하시 방면 | ■ 이다선               | 고자카이 다쓰노 방면   |